# Ochyrocera vesiculifera
Ochyrocera vesiculifera là một loài nhện trong họ Ochyroceratidae. Loài này phân bố ở Venezuela.